# Corbeanca
Corbeanca est une commune roumaine située dans le județ d'Ilfov.